# تشارلز ريد بارنز
تشارلز ريد بارنز (بالإنجليزية: Charles Reid Barnes)‏ (1858-1910) عالم نبات أميركي متخصّص في علم النباتات الطحلبية كان محرر و مشارك في الصحيفة النباتية لأكثر من 25 سنة.

## روابط خارجية
- أعمال أو نبذة عن تشارلز ريد بارنز على أرشيف الإنترنت